# Bernard White
Pour les articles homonymes, voir White.
Bernard White est un acteur, réalisateur et scénariste américain, né le 8 juin 1959 à Colombo (Sri Lanka).

## Filmographie

### comme acteur
- 1983 : Des jours et des vies (Days of Our Lives) (série télévisée) : Snake Selejko
- 1985 : The Last Hunt
- 1985 : American Drive-In : Lou
- 1985 : Santa Barbara (série télévisée) : Angel Ramirez #1
- 1986 : The Education of Allison Tate : John Riversong
- 1987 : Body Count (en) : Robert Knight
- 1987 : Bigfoot (TV) : Lazlo
- 1987 : Murder she wrote (TV) : Longbow
- 1989 : Générations (Generations) (série télévisée) : Chris Mendoza #2
- 1989 : Vic Daniels, flic à Los Angeles (The New Dragnet) (série télévisée) : Carl Molina
- 1990 : Ain't No Way Back : Joe Campbell
- 1991 : Twenty Dollar Star : Brian
- 1991 : The Entertainers (TV) : Luis
- 1992 : Hôpital central (General Hospital) (série télévisée) : Ric Ortega
- 1993 : Rio Shannon (TV) : Dr. Dan Herrera
- 1994 : Killing Obsession : Lt. Jackson
- 1995 : The Wacky Adventures of Dr. Boris and Nurse Shirley
- 1997 : Demolition University (vidéo) : Momad
- 1997 : L.A. Johns (TV) : Gary
- 1998 : La Cité des anges (City of Angels) : Circulating Nurse #2
- 2000 : Un monde meilleur (Pay It Forward) : Cop
- 2001 : X-Files (épisode Espérance) : le docteur Desai
- 2002 : Le Roi scorpion (The Scorpion King) : Falconmaster
- 2002 : Équation : Pinaki
- 2003 : Matrix Reloaded (The Matrix Reloaded) : Rama-Kandra
- 2003 : American Made : Anant
- 2003 : Matrix Revolutions (The Matrix Revolutions) : Rama-Kandra
- 2004 : Fashion Maman (Raising Helen) : Ravi Prasad
- 2004 : Land of Plenty : Youssef
- 2005 : Sueño : Vijay
- 2006 : Sharif Don't Like It : Butoh Dancer
- 2006 : American Dreamz : Agha Babur
- 2007 : Pain Within : Dr Shible
- 2007 : The World Unseen : Mr. Harjan
- 2009 : Lie to Me : l’Imam Amir Hadad (saison 1, épisode 13)
- 2010 : Une drôle d'histoire : moqtada
- 2014 : Captain America, le soldat de l'hiver : Singh, un conseiller du conseil de sécurité mondiale
- 2014 : Silicon Valley (série télévisée) : Denpok Singh
- 2015 : The Brink : le général Haroon Raja (4 épisodes)
- 2018 : Kidding (TV) : le mari de Deirdre
- 2022 : Big Sky (série télévisée) : Veer  Bhullar (saison 2)
- 2024 : Cash Out de Randall Emmett

### comme scénariste
- 2000 : Remember a Day
- 2001 : The Want

### comme réalisateur
- 2001 : The Want